# Zegar słoneczny w Suwałkach
Zegar słoneczny w Suwałkach – zegar słoneczny umieszczony w północno-wschodniej części Parku Konstytucji 3 Maja w Suwałkach w województwie podlaskim.

## Zegar

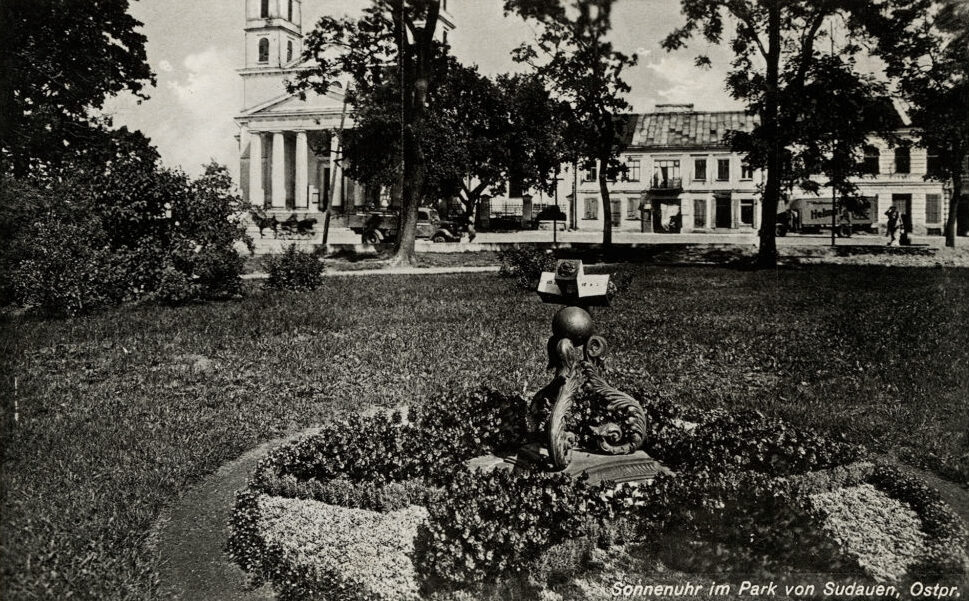
Zegar słoneczny w suwalskim parku miejskim. Okres II wojny światowej. Fot. Paul Hoffmann. Zbiory suwalskiego Muzeum Okręgowego

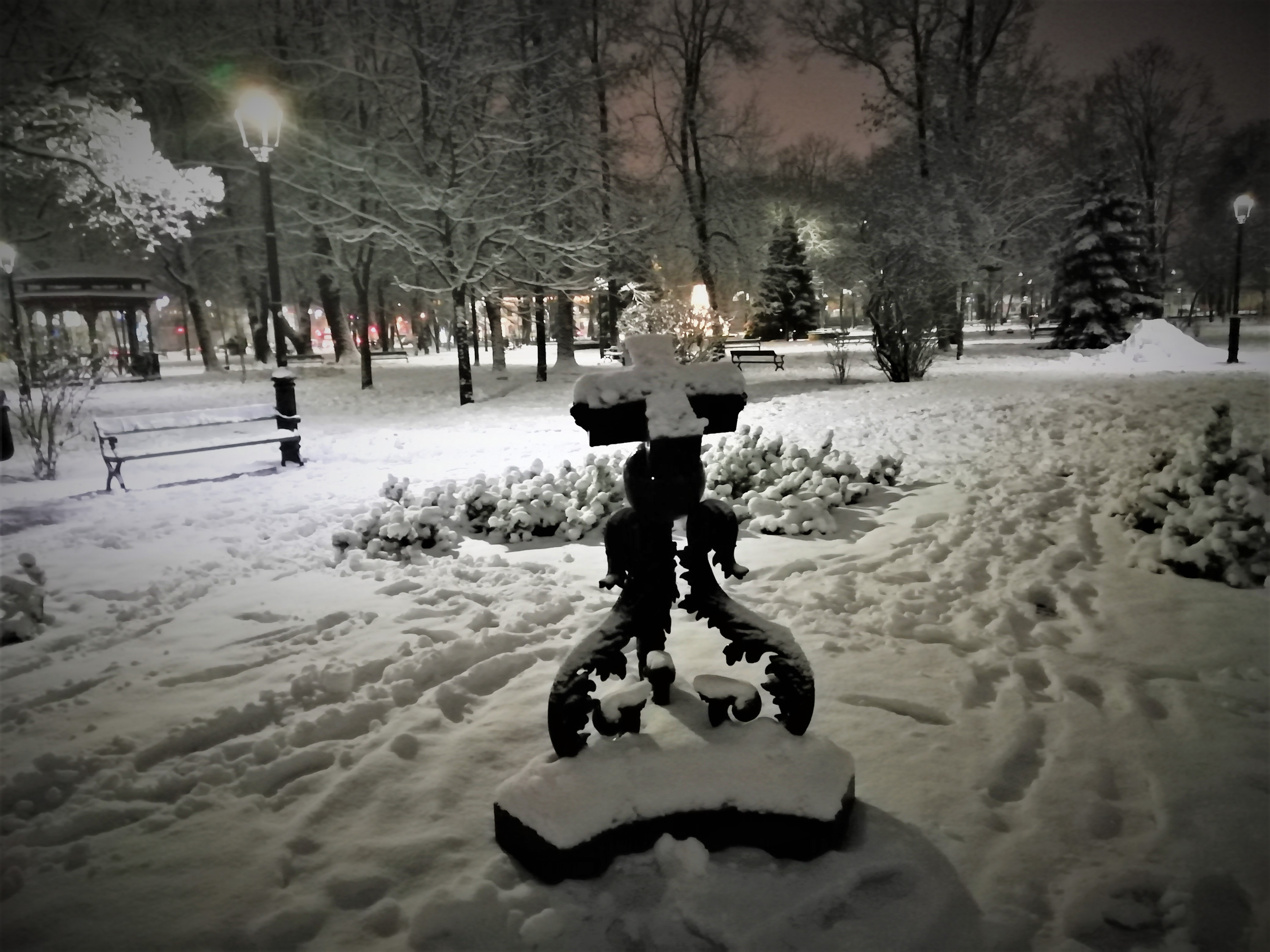
Zegar słoneczny zimą (Suwałki)

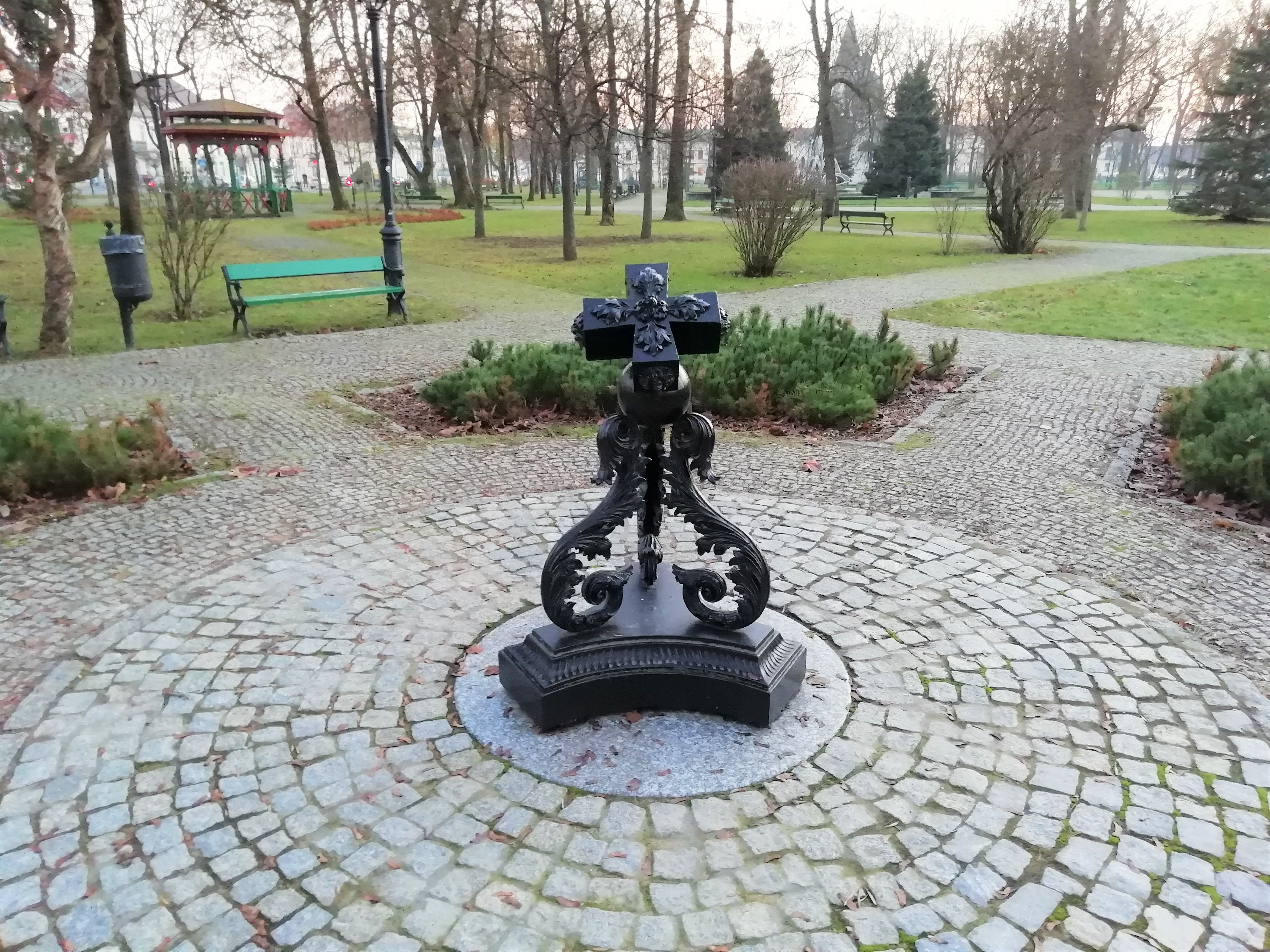
Zegar słoneczny w Suwałkach

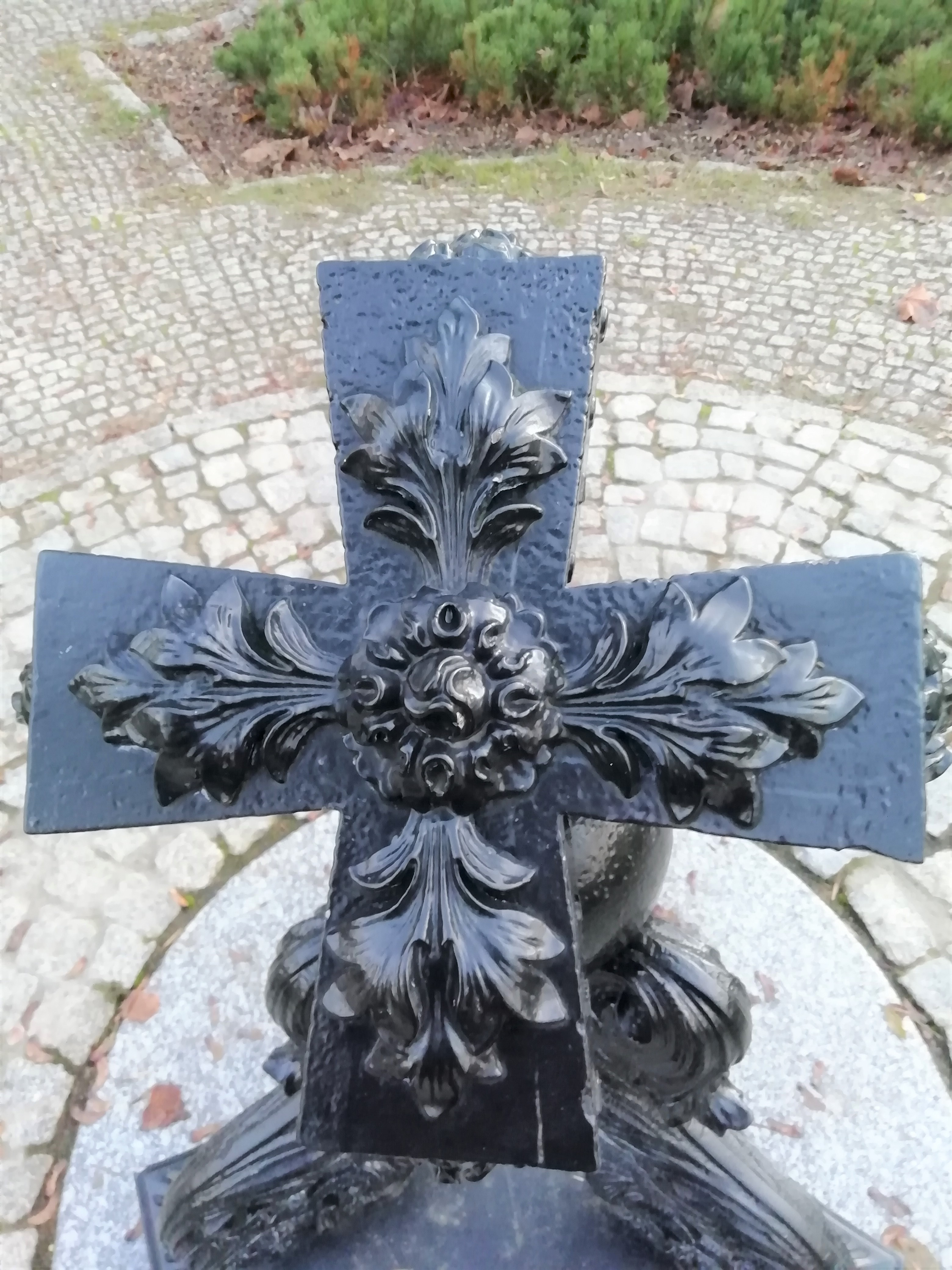
Fragment suwalskiego zegara słonecznego - krzyż ozdobiony elementami florystycznymi

Zegar słoneczny ekwatorialno-horyzontalny został wykonany ze stopu żeliwnego.
Na jego wierzchołku znajduje się równoramienny, łaciński krzyż, którego wewnętrzne powierzchnie wyskalowano liniami (co kwadrans) i oznaczono cyframi (godziny). Krzyż dodatkowo ozdobiono elementami florystycznymi, tj. fragmentem kwiatostanu (centralnie) i liśćmi przypominającymi akant. Krzyż opiera się bezpośrednio na kuli (niewielkiej średnicy), którą utrzymują trzy esowate zdobione nóżki na dole wykończone ślimacznicami.
Zegar osadzono na trójkątnej podstawie zdobionej łukowatymi żłobieniami.
Kulę z krzyżem połączono żeliwnym stopem. Do połączenia pozostałych elementów użyto metalowych gwoździ. 
Wymiary zegara:
- wysokość całkowita (od podłoża do centralnej części krzyża) – 109 cm,
- rozpiętość ramion krzyża – 36 cm,
- obwód kuli – 65 cm.

Jak pisała J. Siekierko: zegar jest zręczną kompozycją kilku rodzajów zegarów, głównie horyzontalnych (poziomych) i ekwatorialnych (równikowych).

## Pochodzenie zegara
Co do pochodzenia zegara istnieje kilka teorii:
- Jadwiga Siekierko sugeruje jakoby suwalski zegar słoneczny pierwotnie znajdował się w wigierskiej siedzibie kamedułów i wraz z marmurowymi balustradami, kamiennymi statuami świętych i granitowymi schodami z wigierskiej zrujnowanej świątyni trafił w 1835 r. do Suwałk[3]. Siekierko stwierdza, iż musiał to być towarzysz wieżowego zegara, słoneczny wzorzec czasu[3]. Przy tym powołuje się na informacje pochodzące z publikacji Witolda Jemielitego[4]  i Aleksandra Połujańskiego[5].
- Inna wersja mówi, iż zegar pierwotnie został podarowany przez hrabiego Karola Brzostowskiego generałowi Ludwikowi Michałowi Pacowi i znajdował się w jego dowspudzkich dobrach. Jednak po 1832 r., gdy pałac (…) ulegał stopniowej dewastacji, zegar w nieznanych okolicznościach wywieziono z Dowspudy do Suwałk[6].

Julian Bartyś w monografii „Czerwony hrabia Karol Brzostowski” pisał: Na uwagę zasługuje również produkcja zegarów w Hucie Sztabińskiej. W tym zakresie Brzostowski doszedł do dużej perfekcji. Wyrabiane w jego zakładzie zegary słoneczne oraz sprężynowe mechaniczne, przeznaczone do wież ratuszowych, kościelnych i gmachów fabrycznych, cieszyły się wielkim popytem w całym Królestwie. (…) Jeden z zegarów słonecznych, zaprojektowanych i odlanych z brązu w zakładach Brzostowskiego, zachował się do dzisiaj w parku miejskim w Suwałkach.
- Suwalski historyk - Andrzej Matusiewicz - odnalazł dokument stwierdzający, iż zegar słoneczny był darem Karola hrabiego Brzostowskiego dla miasta Suwałk. Został wykonany w jego sztabińskiej hucie. Brzostowski ofiarował ten odlew (ok. 1841 r.) dla ozdoby tworzonego właśnie parku.  Również Krzysztof Skłodowski – kustosz z Muzeum Okręgowego w Suwałkach przychyla się do tego stwierdzenia. Dodaje także, iż jest to bardzo ciekawy obiekt pod względem konstrukcji i sposobu określania czasu[7], będący równocześnie pięknym wytworem sztuki użytkowej.

## Renowacje w XXI wieku
- W 2005 roku podczas prac prowadzonych w Parku Konstytucji 3 Maja zmieniono w niewielkim stopniu ustawienie zegara, co spowodowało, iż zaczął on pokazywać czas dla miejscowości oddalonej na wschód od Suwałk o ok. 400 km (obecna Białoruś).
- W 2011 roku zegar poddano kompleksowym zabiegom renowacyjnym, m.in. zrekonstruowano brakujące elementy i zabezpieczono przed korozją. Prace prowadzili specjaliści z Torunia. Koszt zamknął się kwotą 27 tys. zł.
- W 2016 roku pękła podstawa zegara. Został on więc zdemontowany (przez pracowników Zarządu Dróg i Zieleni w Suwałkach) i poddany potrzebnym zabiegom naprawczym, po których (we wrześniu 2016 r.)[8] powrócił na swoje miejsce.